# Силвија Сидни
Силвија Сидни (енгл. Sylvia Sidney) је била америчка глумица, рођена 8. августа 1910. године у Њујорку, а преминула 1. јула 1999. године у Њујорку.

## Филмографија
| Улоге Силвија Сидни |                        |               |                |          |
| Година              | Српски назив           | Изворни назив | Улога          | Напомена |
| 1936.               | Саботажа               |               | госпођа Верлок |          |
| 1937.               | Улица без излаза       |               | Дрина Гордон   |          |
| 1978.               | Предсказање 2: Демијан |               | тетка Марион   |          |
| 1988.               | Битлђус                |               | Џуно           |          |